# کارمن ۵۵۸

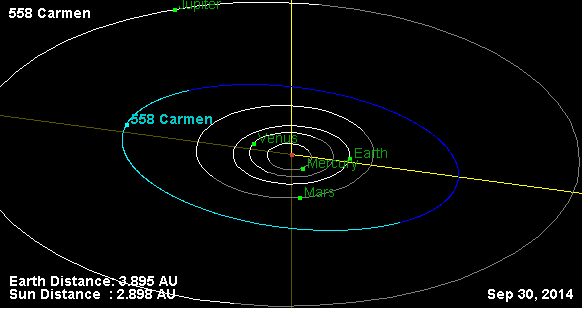
نمایی از محل قرارگیری سیارک کارمن ۵۵۸ در مدار - ۲۰۱۴

سیارک ۵۵۸ (به انگلیسی: 558 Carmen، نامگذاری:1905QB) پانصد و پنجاه و هشتمین سیارک کشف شده‌است که در ۹ فوریه ۱۹۰۵ و در هایدلبرگ کشف شد.
قدر مطلق سیارک برابر ۹٫۰۹ است.